# Bibliotheksrotunde

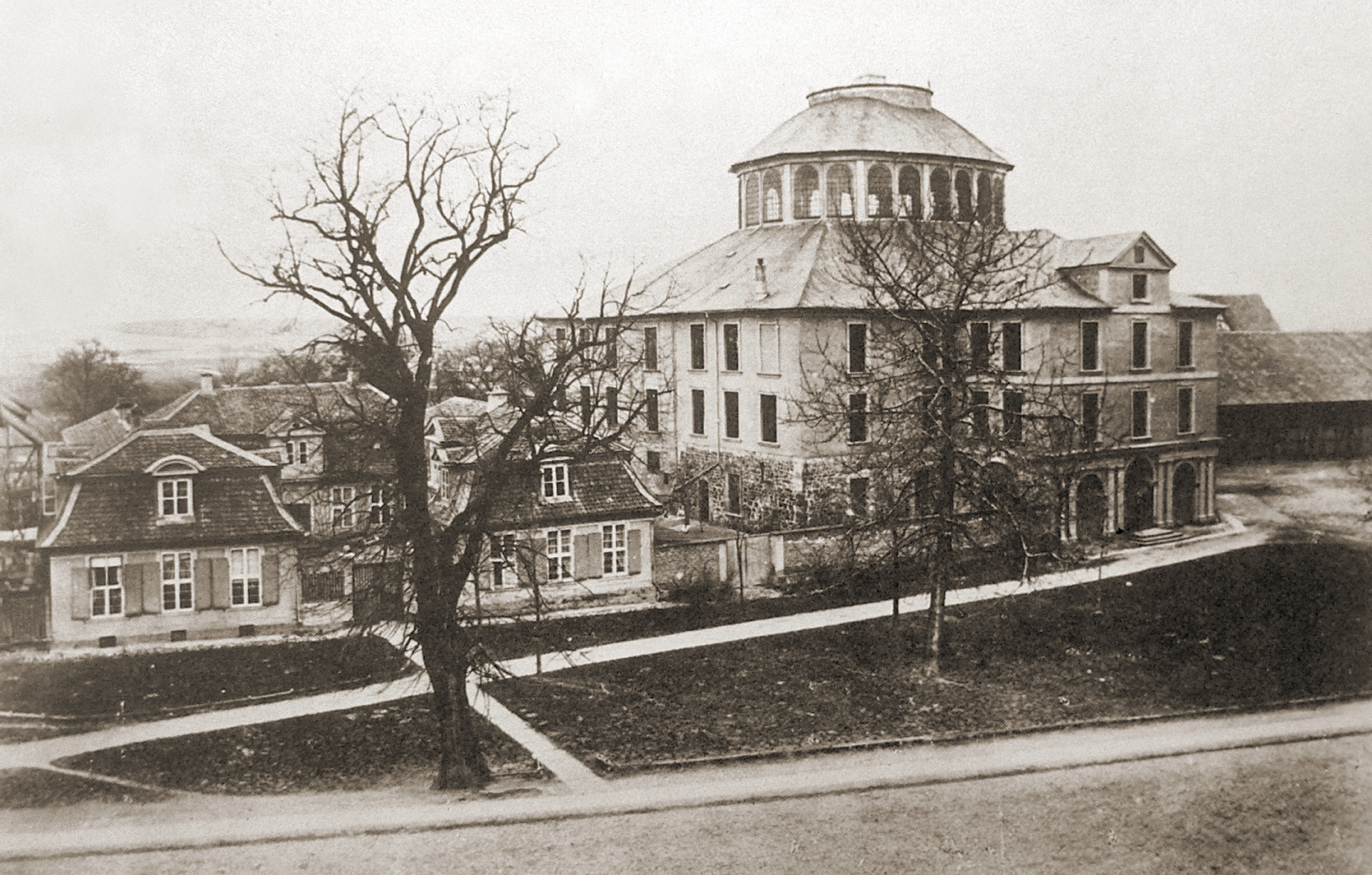
Bibliotheksrotunde und Lessinghaus, vor 1887

Die Bibliotheksrotunde in Wolfenbüttel wurde zwischen 1705 und 1713 auf Veranlassung des Welfen-Herzogs Anton Ulrich durch den Baumeister Hermann Korb errichtet. Die Rotunde diente der Aufnahme des Bestandes der Herzog August Bibliothek. Bedeutende Bibliothekare, die den Buch- und Handschriftenbestand der Rotunde betreuten, waren der Universalgelehrte Gottfried Wilhelm Leibniz und der Dichter der Aufklärung Gotthold Ephraim Lessing. Wegen seiner architektonisch außergewöhnlichen Erscheinung wurde das Gebäude bereits kurz nach seiner Fertigstellung von Zeitgenossen als „Wunder-Werk“ und als „Wolfenbütteler Pantheon“ bezeichnet. Da die Rotunde zunehmend baufällig wurde, errichtete man zwischen 1881 und 1886 das heutige Bibliotheksgebäude nach Plänen des Architekten Gustav Bohnsack. Die Rotunde wurde 1887 abgerissen.

## Vorgeschichte

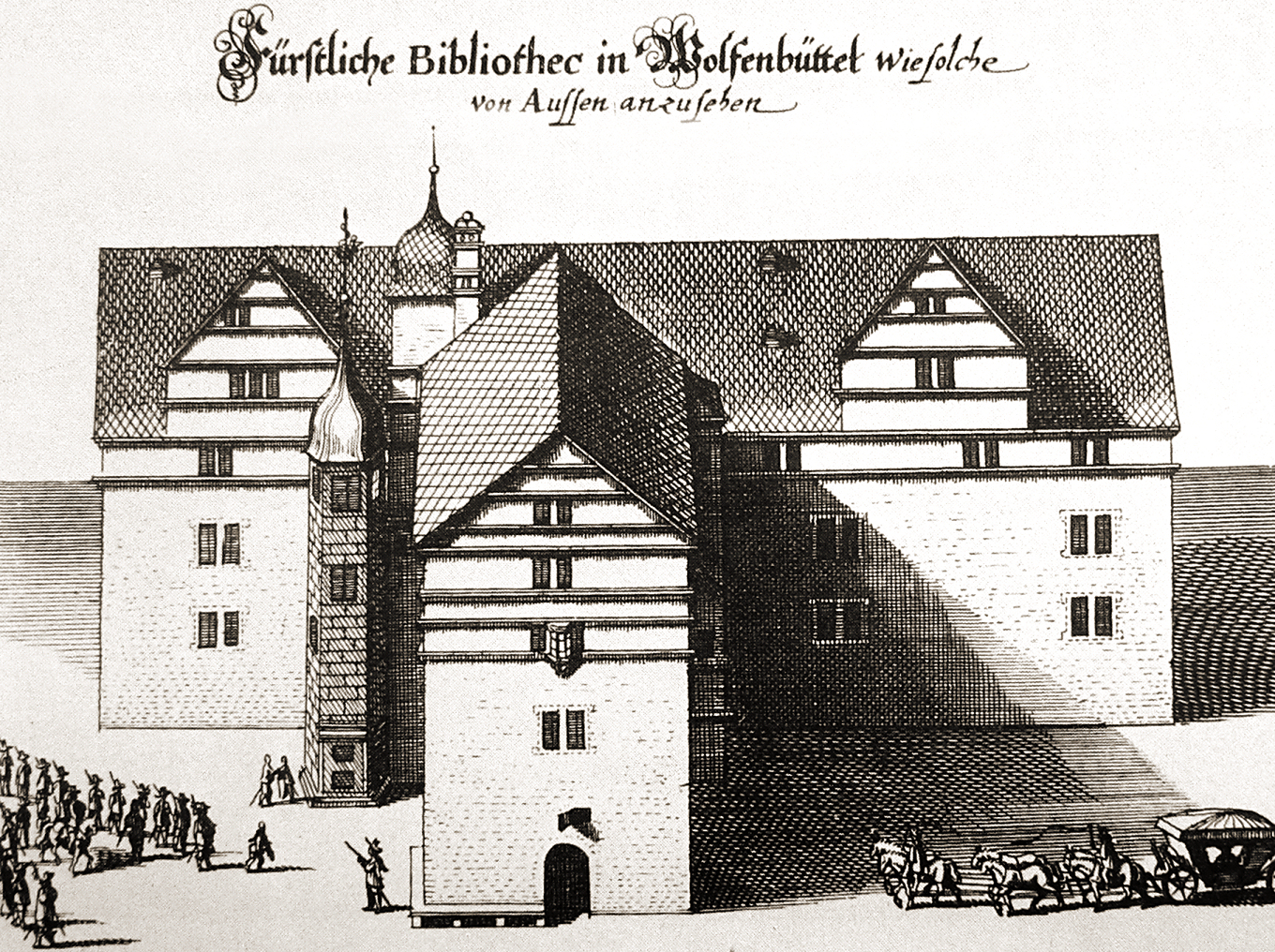
Die Bibliothek im Marstall, 1654

1644, gegen Ende des Dreißigjährigen Krieges, wählte der Welfenherzog August der Jüngere Wolfenbüttel als seine Residenz und brachte so u. a. auch seine umfangreiche, eigene Büchersammlung mit in die Stadt. Darunter befanden sich die um 1570 von Herzog Julius zu Braunschweig-Lüneburg eingerichtete Bibliotheca Julia der unweit gelegenen Universität Helmstedt sowie die um 1610 entstandene Bibliotheca Augusta, die August d. J. an seinem Hof in Hitzacker selbst begründet hatte. Die Bücher wurden in der oberen Etage des zwischen 1588 und 1591 errichteten Marstalls, nördlich des Schlossplatzes, zwischen dem (heutigen) Lessinghaus und dem Zeughaus, untergebracht.
1666, nach August d. J. Tod, trat Rudolf August dessen Nachfolge an. Nach dessen Tod 1704 folgte Anton Ulrich. Die beiden letztgenannten vermehrten den von August nachgelassenen Buchbestand allerdings kaum, verfügten selbst aber an zahlreichen Orten des Herzogtums Braunschweig-Lüneburg über zum Teil umfangreiche Privatbibliotheken. Diese wurden nach dem Tod Rudolf Augusts von seinem Nachfolger Anton Ulrich dem in Wolfenbüttel befindlichen Buchbestand hinzugefügt, wodurch der Herzog die Unterhaltskosten für die Buchbestände an verschiedenen Orten drastisch senken konnte.
Seit 1691 war Gottfried Wilhelm Leibniz als Bibliothekar in Wolfenbüttel tätig. In dieser Funktion erwarb er auch neue Bücher. Herzog Anton Ulrich finanzierte Leibniz’ Zukäufe großzügig, sodass sie bald einen Umfang annahmen, der die Kapazitätsgrenze des alten Marstalls deutlich überschritt.
Seit 1696 bereits hatte Leibniz Herzog Rudolf August wiederholt eine Erweiterung der Räumlichkeiten durch einen Anbau vorgeschlagen, konnte sich aber damit nicht durchsetzen. Erst bei Anton Ulrich stieß er mit seiner Forderung auf offene Ohren. Doch statt einer Erweiterung oder eines Anbaus dachte Anton Ulrich „größer“ und repräsentativer, nämlich an einen prunkvollen Neubau im Stil seiner Zeit. Für Anton Ulrich war dieses Neubauprojekt ein probates Mittel der Selbstinszenierung eines aufgeklärt absolutistischen Fürsten. Für diesen Neubau war der Herzog denn auch bereit, 195.000 Taler auszugeben.

## Beschreibung

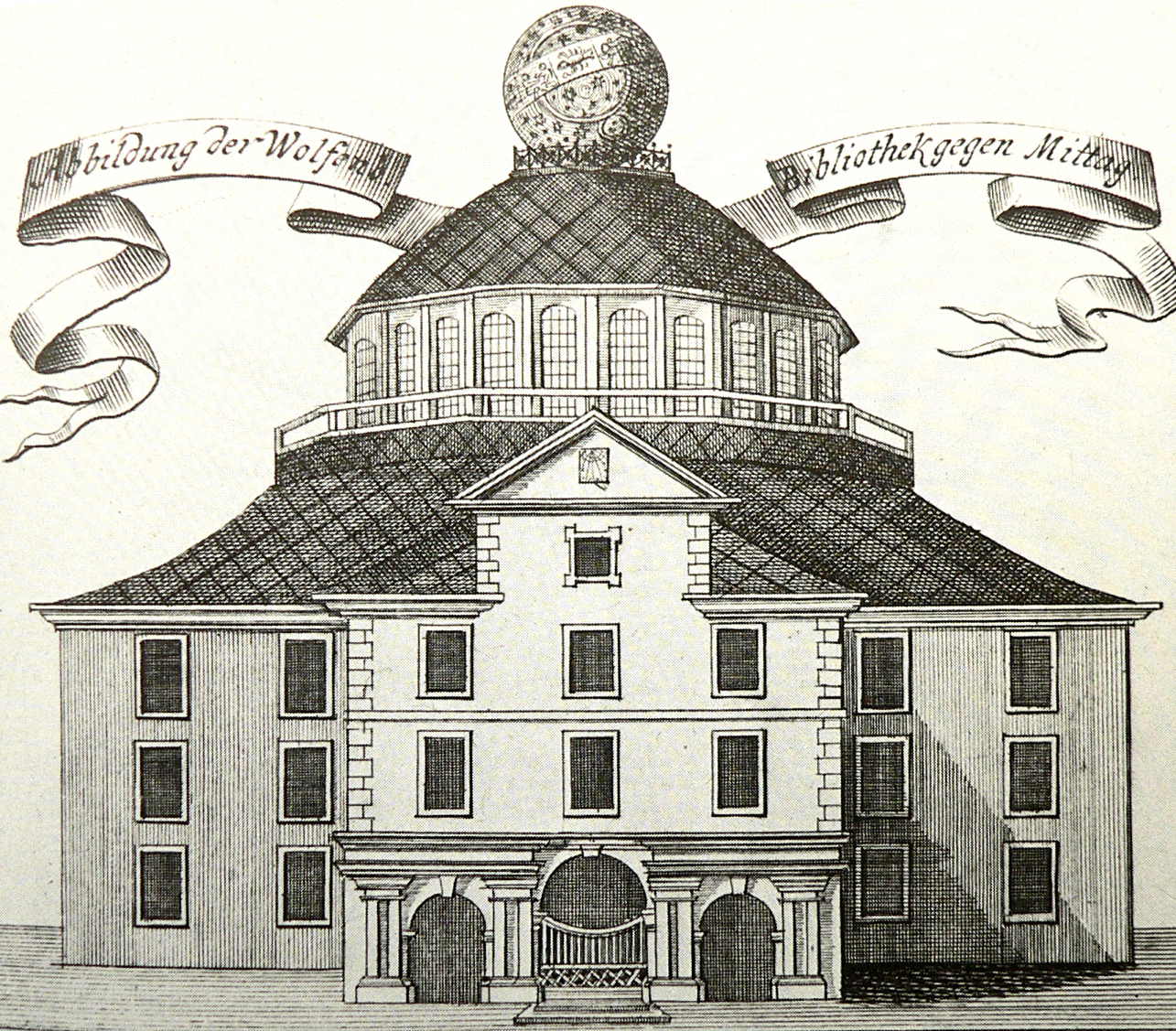
Eingangsseite mit Treppenhaus, Stich von Anton August Beck, 1776

1705 wurde Hermann Korb mit dem Neubau beauftragt. Er schuf in nur fünf Jahren ein Bauwerk, das nicht nur eine der bedeutendsten und einfallsreichsten zeitgenössischen Architekturlösungen darstellt, sondern auch durch die Tatsache, dass es sich um die erste autonome Bibliotheksarchitektur und somit um eine Inkunabel europäischer Baukunst der Neuzeit handelte, die bis heute historische Berühmtheit erlangt hat. Der Innenausbau war 1711 abgeschlossen, die Außenarbeiten wurden 1713 beendet. Das Gebäude entstand überwiegend in Fachwerkbauweise. Mittelrisalit und Kernbau des ehemaligen Marstalls bestanden hingegen aus Bruchsteinmauerwerk. Weitere am Bau beteiligte Künstler und Handwerker des herzoglichen Hofes waren der Stuckateur Giacomo Perinetti, Hofmaler Tobias Querfurt der Ältere, der für die Deckenmalerei verantwortlich war. Der Maler Hans Henning Asche war für die Sonnenuhr zuständig. Darüber hinaus arbeiteten Curdt Fischer und Heinrich Berthold Schrader als Tischler. Die Leitung der Tischlerarbeiten oblag Hans Bracke. Die Baukosten beliefen sich auf 19.400 Taler Bevor die Arbeiten begannen, wurde der Buchbestand aus dem Marstall in das nur wenige Meter entfernt liegende Zeughaus ausgelagert.
Der querrechtechteckige Marstall blieb als dem Hauptgebäude vorgelagertes, massives Treppenhaus mit Erdgeschoss erhalten und bildete so den zentralen Gebäudeteil, in den anschließend der Lesesaal in Form eines sich über vier Geschosse erstreckenden Ellipsenzylinders eingefügt wurde. Der Ellipsenzylinder war aus zwölf quadratischen Pfeilern gebildet. Die Grundrissachse des Lesesaals war deckungsgleich mit der Längsachse des Hauptbaukörpers. Von außen jedoch wirkte das Bauwerk eher rund, als elliptisch, weshalb es als „Rotunde“ bezeichnet wurde.
In den zwei unteren Etagen befanden sich die Bücherregale. Zwischen den Regalen und den zwölf Pfeilern befand sich ein umlaufender Gang, wodurch im Inneren der Eindruck entstand, es handele sich um eine doppelwandige Konstruktion. Im Erdgeschoss befanden sich in jeder Ecke des Hauptgebäudes regalumkleidete Mauerschenkel, die durch ihre Kurvatur den Ellipsencharakter des Lesesaales widerspiegelten.
Die dritte Etage durchbrach die Dachkonstruktion und bildete eine in sich geschlossene Raumschale. Das vierte und damit oberste Geschoss, ragte aus dem Dachraum heraus. Dieser elliptische Bauwerksteil war mit 24 rundumlaufenden Rundbogenfenstern als Laterne für das in den Lesesaal von allen Seiten einfallende Tageslicht gestaltet und erzeugte so „wohl einen grandiosen Beleuchtungseffekt“, der noch dadurch unterstützt wurde, dass sich jeweils an den Fluchtpunkten der Gebäudelängsachse ebenfalls Fenster befanden. Zur besseren Durchleuchtung des Lesesaals waren die Regalreihen in diesen Bereichen durchbrochen, um einen noch besseren natürlichen Lichteinfall zu gewährleisten.

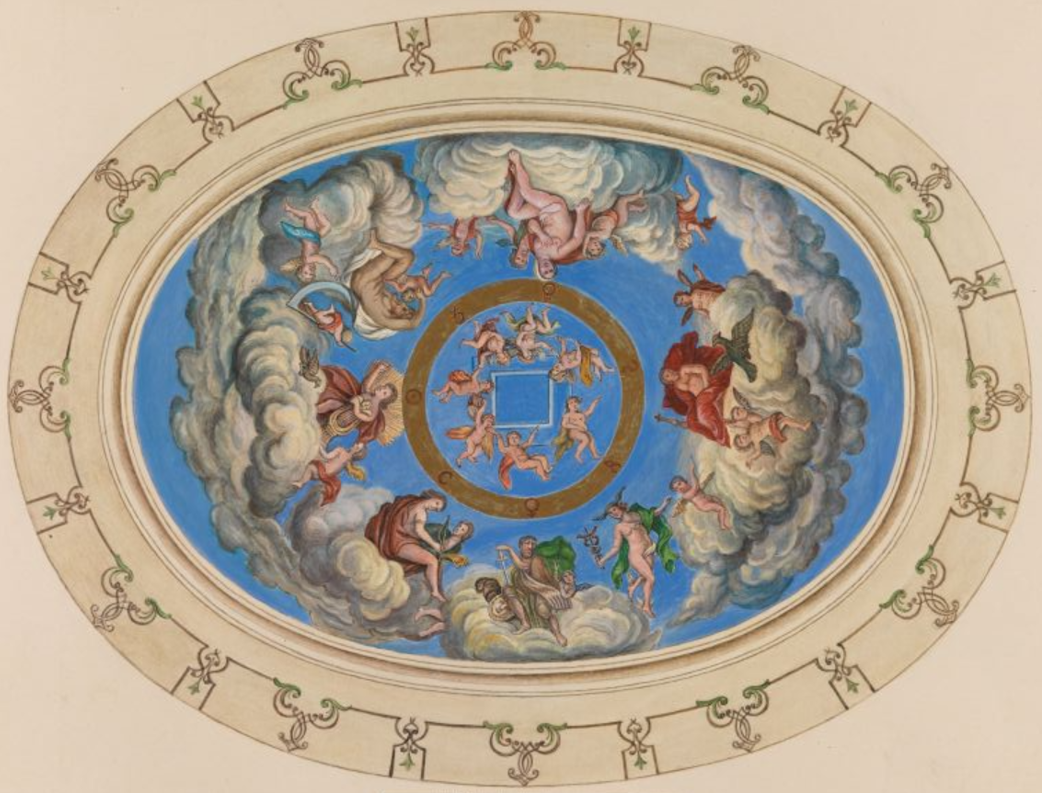
Entwurf des Deckengemäldes von Querfurt für den Lesesaal

Der Lesesaal wurde nach oben durch eine verputzte Balkendecke abgeschlossen, dessen ebenfalls elliptischer Plafond einen Stuckrahmen von Giacomo Perenetti enthielt, der wiederum von Tobias Querfurt mit einer Darstellung der astronomischen Planetensymbole und der Planetengötter ausgemalt wurde. Die ursprüngliche Version dieses Gemäldes soll sowohl Herzog Anton Ulrich, als auch anderen Personen missfallen haben, sodass es überarbeitet werden musste. Die so entstandene Verzögerung bei der Fertigstellung des Innenausbaus soll der Grund gewesen sein, dass die ausgelagerten Buchbestände erst 1723 in die Rotunde verbracht werden konnten. Anderer Ansicht nach wird vermutet, dass die Neubearbeitung der Decke aber wegen des Todes des Herzogs 1714 nicht mehr ausgeführt wurde. Der Entwurf Allegorie auf die Wissenschaft von Giovanni Antonio Pellegrinis hat sich aber bis heute in der Herzog August Bibliothek erhalten.
Das Innere wurde von 12 vortretenden Doppelpilastern gegliedert. Nach Anweisung des damaligen Bibliothekars Leibniz bekamen die Säulen im Inneren eine antike Säulenordnung. Im ersten Geschoss herrschte die dorische, im zweiten die ionische, im dritten die korinthische und im vierten Geschoss die komposite Ordnung nach Vitruv. An den Pilastern hingen Bilder der Mitglieder des Hauses Braunschweig. Außerdem waren im Saal Gemälde von diversen Gelehrten angebracht. Das Kuppeldach war ab 1710 mit einem hölzernen Himmelsglobus von sechs Metern Durchmesser und Bleimantel bekrönt. 1723 wurde die Bibliotheksrotunde bezogen.
Bereits kurz nach Fertigstellung der Rotunde traten aber schon erste Bau- und Konstruktionsmängel zutage, die ihre Ursache hauptsächlich in der Senkung des Gebäudes hatten. Auch zeigten sich bald an der ausgefeilten Dachkonstruktion baustatische Probleme durch das (zu) hohe Gewicht des Globus’, der daraufhin 1729 wieder aufwendig abgebaut wurde. Wie bei allen anderen Bauwerken Korbs, war auch die Bibliothek in nur sehr kurzer Zeit errichtet worden – wohl um dem Drängen des alternden Herzogs nachzugeben.
So berichtete der Reiseschriftsteller und Büchersammler Zacharias Konrad von Uffenbach anlässlich seines Besuches auf der Baustelle der Rotunde von zwei Hauptfehlern, der eine, daß es von Holz, und für die Bibliothek nicht sicher ist, wozu der zweite Fehler noch kommt, daß unten, welches sich nun gar nicht für ein solches Gebäude zu schicken scheint, Stallungen für die Herrschaftlichen Pferde sind. Oben ist ein großes Dach, und darauf ein großer Globus, an welchem noch mit vielen Gerüsten gearbeitet wurde. Das gesamte Bibliotheksbauwerk konnte zudem nicht beheizt werden.
In der zweiten Hälfte des 19. Jahrhunderts wurde das Bauwerk durch Senkschäden und Witterungseinflüsse zunehmend baufällig. Wegen dieser Schäden und der potenziellen Brandgefahr durch die Holzkonstruktion wurde das gesamte Gebäude schließlich 1887 abgerissen.
2007 wurde ein Förderkreis gegründet, der die Rekonstruktion des von ihm als „Leibnizrotunde“ (s. u. unter „Korb und/oder Leibniz ?“) bezeichneten Gebäudes für 30 Millionen Euro anstrebte. Daran beteiligt war u. a. der Architekt Lambert Rosenbusch.

## Architektonische Vorbilder

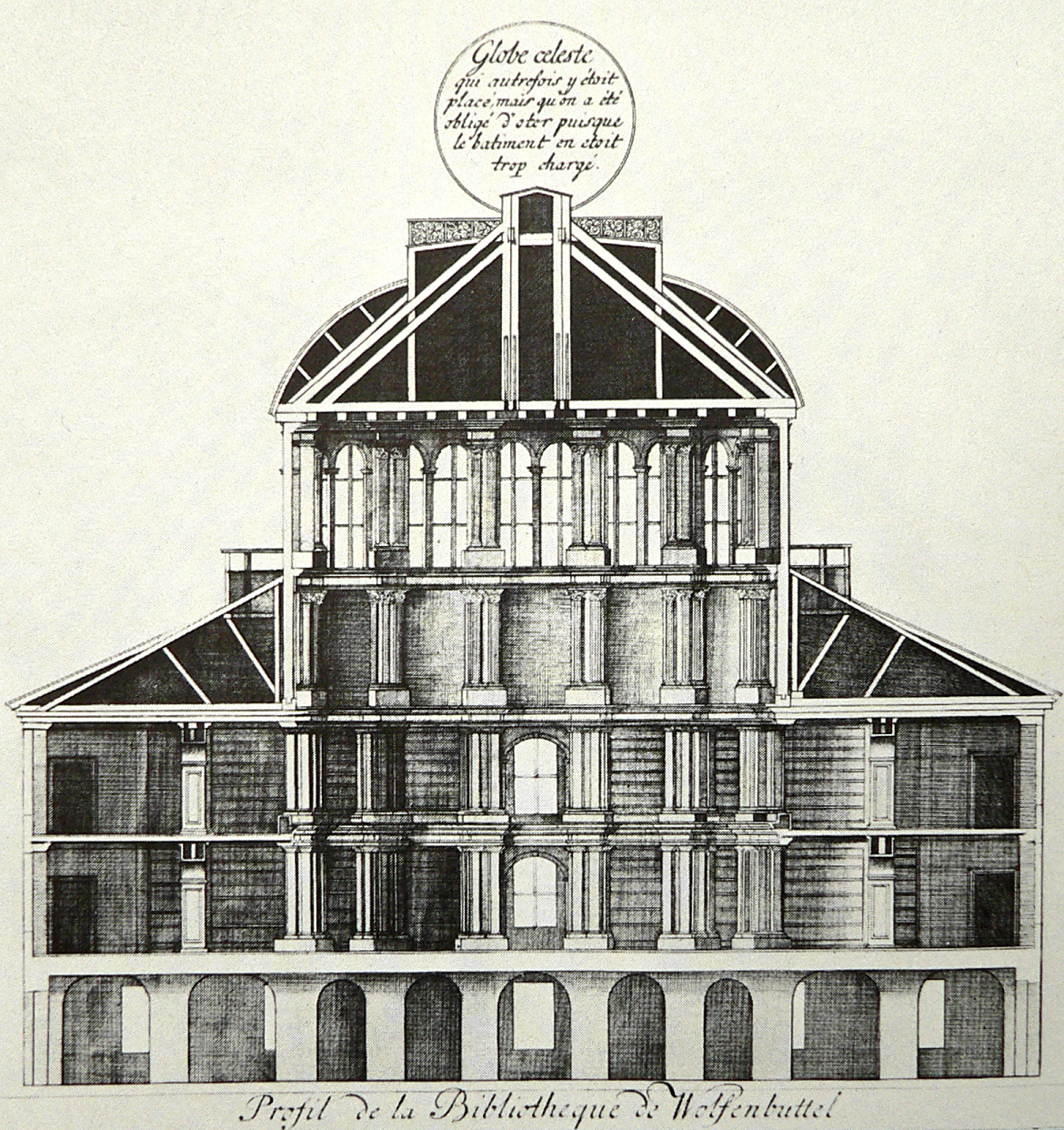
Schnitt von Anton August Beck von 1766. Oben der Globus mit französischer Inschrift, die in Deutsch lautet: Himmelsglobus, der sich vormals hier befand, aber den man gezwungen war zu entfernen, weil das Gebäude dadurch zu stark belastet war.

Die Villa La Rotonda, zwischen 1567 und 1571 von Andrea Palladio im norditalienischen Vicenza erbaut, wird in der Literatur als ein mögliches bauliches Vorbild genannt, jedoch fehlten der Wolfenbütteler Rotunde die Zentralbauweise und Symmetrie. Nach Bessin hebe allein schon der Treppenhausvorbau mit seinem mittig platzierten Erker-Giebel den „Zentralbaucharakter vollends“ auf, verschaffe er doch dem Bauwerk dadurch eine eindeutige Hauptseite. Darüber hinaus sei der Vorbau, im Gegensatz zum nahezu schmucklosen Hauptgebäude, „mit einigem architektonischen Zierrat versehen“ gewesen. Auch der ellipsenförmige Innenraum mindere den Zentralbaucharakter „erheblich“.
Angesichts der der klassischen Antike entlehnten Formensprache des Bibliotheksgebäudes, mit zentralem (Lese-)Raum und von oben kommender Beleuchtung, wird auch das Pantheon in Rom als Inspiration betrachtet. So sprachen bereits Zeitgenossen vom „Wolfenbütteler Pantheon“.
Der aus der Schweiz stammende Mediziner und Universalgelehrte Albrecht von Haller unternahm eine Reise durch Deutschland und notierte dabei am 24. Juli 1726 in seinem Tagebuch: Die Bibliotheque zu Wolfenbüttel ist in der Citadelle, gegen dem Schloss über, wo ein schöner Platz ist. Das Gebäude ist rund, wie das Pantheon. Ähnlich äußerte sich 1787 Johann Bernhard Gleim auf seiner Reise durch Ober- und Niedersachsen: Auf dem Schlossplazze steht das neue, in Form des Panthei erbaute Gebäude für die Bibliotheck.
Andere sahen in dem Bau Anklänge an eine antike Agora oder ein nach innen gekehrtes Kolosseum, ein „Amphitheater des Geistes“.

## Korb und/oder Leibniz?
Aufgrund der baulichen Originalität kamen in der Literatur Zweifel auf, ob Korb tatsächlich allein für die zu seiner Zeit für (Nord-)Deutschland ungewöhnliche Konzeption des Gebäudes verantwortlich sein könne, und so wurde Leibniz ein wesentlicher, wenn nicht entscheidender Anteil an der Planung zugeschrieben. Korb wurde dabei lediglich die Verantwortung für die Dekoration im Inneren der Bibliothek zugestanden. Bis heute konnten allerdings keinerlei Hinweise auf eine Urheberschaft oder maßgebliche Einflussnahme Leibniz’ bei der Planung der Rotunde gefunden werden – weder in seiner äußerst umfangreich erhaltenen Korrespondenz noch in den ebenfalls erhaltenen Bauverwaltungsakten.
Ursprung dieser angenommenen Urheberschaft Leibniz’ scheint eine Veröffentlichung Otto von Heinemanns aus dem Jahre 1894 zu sein. Heinemann, von 1868 bis 1904 selbst Bibliothekar der Herzog August Bibliothek, zitierte in seinem Buch Die herzogliche Bibliothek zu Wolfenbüttel Gotthold Ephraim Lessing, von 1770 bis 1781 einer von Heinemanns Amtsvorgängern. Lessing soll 1780 gesagt haben, […] daß dieses Gebäude [= die Rotunde] ums Jahr 1710 nach der Angabe des Herrn Leibnitz [sic!] erbauet sey. Auch lässt sich die angebliche Einflussnahme durch den kurfürstlich hannoverschen Baudirektor Giacomo Quirini ebenso wenig nachweisen.
Aber auch die Urheberschaft Korbs ist nicht unumstritten, da Bauentwürfe sowie Planung- und Bauausführungsdokumente verschollen sind.
Sowohl von Herzog Anton Ulrich als auch von Hermann Korb sind mehrere Italienreisen nachweisbar. Anton Ulrich erkannte früh Korbs Begabung und schickte ihn zwei Mal dort hin, […] an den Hauptsitz jeder echten Kunst und vornehmlich der Baukunst […], um u. a. […] seinen Geist durch genaue Kenntnis und Wissenschaft der Architektur […] zu erweitern.

## Würdigung
1715, nur zwei Jahre nach Fertigstellung, wurde das Bauwerk wegen seiner außergewöhnlichen Erscheinung als „Wunder-Werk“ bezeichnet. Andere sahen in der größten Bibliothek nördlich der Alpen das achte Weltwunder.
Der Architekturtheoretiker Leonhard Christoph Sturm beschrieb die Rotunde in seinen Architektonische Reise-Anmerckungen [sic!] 1719 folgendermaßen:

„Die in Form eines runden Tempels auf dem Schloß-Platz gebauete neue Bibliothec ist nicht weniger herrlich anzusehen / als darinnen verfassete Schatz von Büchern. Sie ist als ein Ovalrunder Tempel gebauet / da man um einen Saal herum in unterschiedlichen Chören übereinander die Bücher siehet / zu welchen man durch eine ansehnliche Treppe kommen kan.“

Der Kunst- und Kulturhistoriker Peter Bessin bezeichnet Korbs Rotundenbau als einen im Vergleich mit seinem Gesamtwerk „architektur-, bibliotheks- und kulturgeschichtlich legendäre[n] Bau“.
Im Januar 2001 schenkte das Ehepaar Salzmann der Stadt Wolfenbüttel ein Modell der Rotunde, welches im Lessinghaus besichtigt werden kann.
Im Jahr 2014 wurde im Auftrag des Schlossmuseums Wolfenbüttel eine filmische 3D-Rekonstruktion des Inneren der Bibliotheksrotunde erstellt (Die Fürstliche Bibliothek im Jahr 1714).

## Bibliothekare und Bestandserweiterungen bis zum Abriss

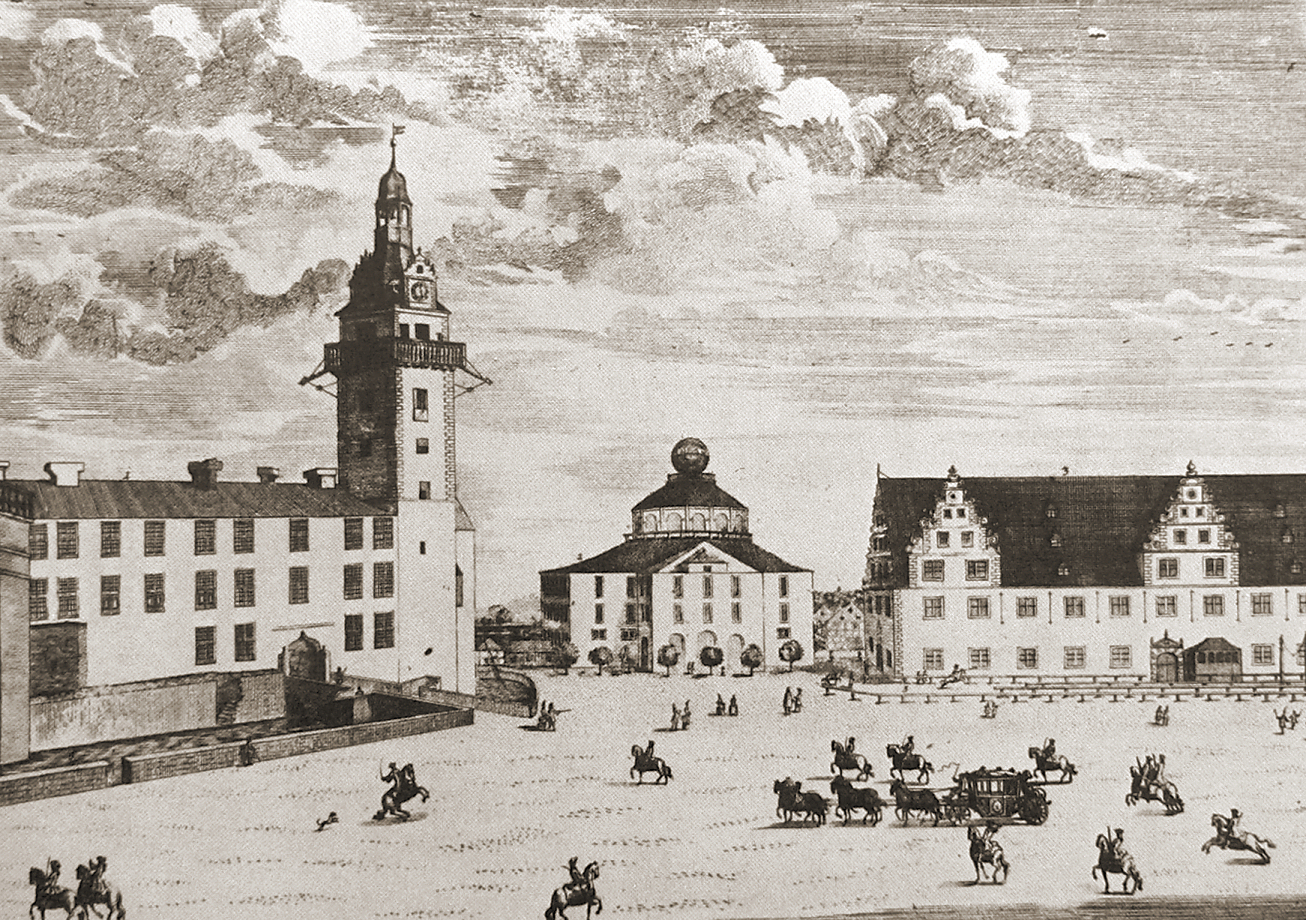
1711, unmittelbar nach der Fertigstellung der Außenarbeiten an der Bibliotheksrotunde: Schlossplatz mit Umgebung, Stich von Johann Georg Beck. Im Zentrum die Rotunde, links das Schloss, rechts das Zeughaus

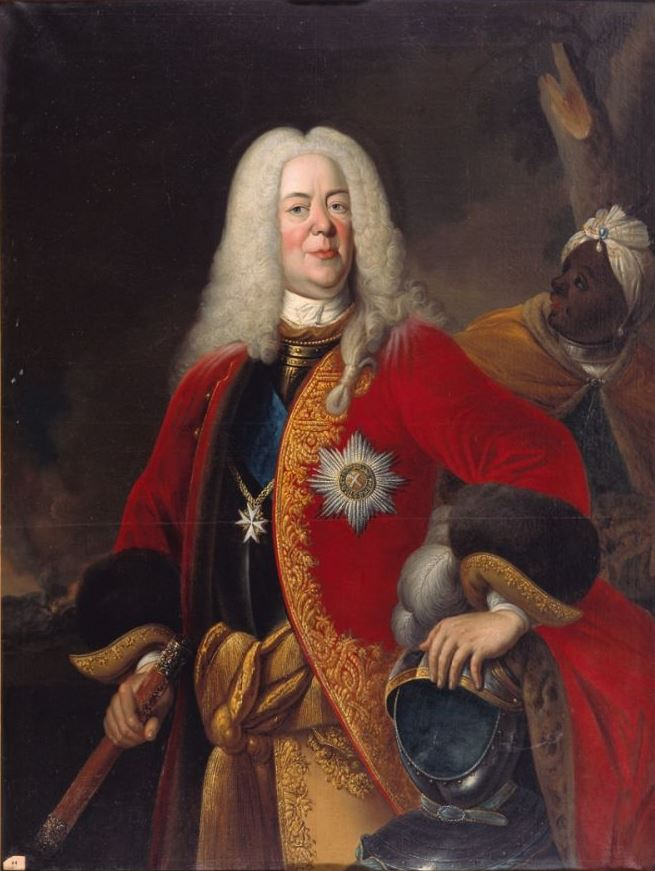
Herzog Ludwig Rudolph

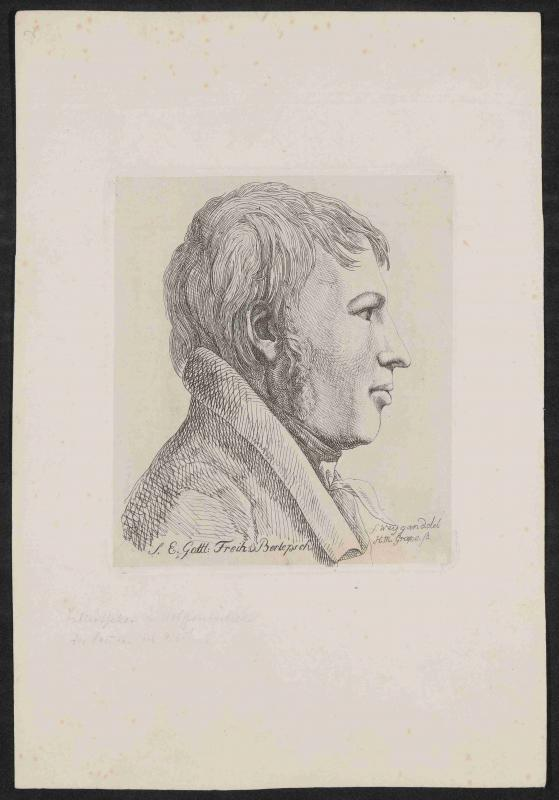
Profilbildnis Gottlob Günther August Heinrich Karl von Berlepsch

Lorenz Hertel, der von Herzog Anton Ulrich im Jahr 1705 ohne Leibniz’ Wissen mit der Abwicklung der Bibliotheksgeschäfte beauftragt wurde, leitete die provisorische Aufstellung der Drucke und Handschriften aus dem Marstallgebäude im Saal des Zeughauses (ca. 135.000 Titel in 35.000 Bänden). Nach Leibniz’ Tod 1716 wurde Hertel dessen Nachfolger als Direktor der Bibliothek. 1723 erfolgte dann unter Hertel nach endgültiger Fertigstellung der Innenräume der Umzug der Bibliothek in die Rotunde. Die ersten vierzig Jahre erreichte die Bibliothek nur geringen Zuwachs, was auch durch den geringen Jahresetat von nur 220 Reichstalern für Ankäufe geschuldet war. Unter Jakob Burckhard, der 1744 bis 1746 eine lateinische Geschichte der Bibliothek veröffentlichte (Historia bibliothecae Augustae quae Wolffenbutteli est), wurden von 1738 bis 1751 somit die Bibliotheksbestände kaum erweitert.
Im November 1751 wurde Georg Septimus Andreas von Praun, der schon die Oberaufsicht über die fürstliche Bibliothek von 1728 bis 1731 am Blankenburger Hof hatte, auch die Oberaufsicht über die herzogliche Bibliothek in Wolfenbüttel übertragen. Unter seiner Leitung erhielt die Bibliothek rund 36.000 Bände und Hunderte wertvoller Handschriften größtenteils durch Schenkungen aus dem Privatbesitz der Mitglieder der Fürstenfamilie, im Jahr 1753 insbesondere die sehr umfangreiche Sammlung des Herzogs Ludwig Rudolf, die dieser bis zu seinem Tod auf Schloss Blankenburg aufbewahrt hatte. Diese Zusammenführung der Fürstenbibliotheken in Wolfenbüttel erfolgte zwischen 1752/53 und 1801 und ist im Wesentlichen Herzog Karl I. (1735–1780) zu verdanken, der die testamentarischen Bestimmungen der Erblasser zugunsten der Bibliothek vollzog oder auch (wie im Fall Herzog Ferdinand Albrechts I.) durch Verhandlungen und den Einsatz finanzieller Mittel erreichte, dass dessen Büchersammlung nach Wolfenbüttel überführt wurde.
Im Einzelnen gelangten folgende Sammlungen von Angehörigen des Hauses Braunschweig-Lüneburg nach Wolfenbüttel:
- 1752/53: Herzog Ludwig Rudolph (1671–1733) 10.565 Bände (Bde.), 328 Handschriften (Hss.)
- 1759: Prinz Friedrich Franz (1732–1758) 1.559 Bde., eine Hs.
- 1762: Herzogin Antoinette Amalie (1696–1762) 1.313 Bde., 28 Hss.
- 1763: Prinz Albrecht Heinrich (1742–1761) Hss. mit kriegswissenschaftlicher Thematik, Pläne und Zeichnungen (Zahl unbekannt);
- 1764: Herzog Ludwig Ernst (1718–1788) 2.345 Bde.
- 1767: Herzogin Elisabeth Sophie Marie (1683–1767) 3.710 Bde., 1.161 Bibeln, ca. 30 Hss.
- 1767: Herzog Ferdinand Albrecht II. (1680–1735) ca. 1.232 Bde., ca. 40 Hss.
- 1767: Prinz Wilhelm Adolf (1745–1770) 2.335 Bde., ca. 17 Hss.
- 1768: Herzog Ferdinand Albrecht I. (1636–1687) 1.667 Bde., ca. 13 Hss.
- 1801: Herzogin Philippine Charlotte (1716–1801) ca. 4.000 Bde.

Ab 1737 kamen auch zahlreiche größere Privatbibliotheken von Gelehrten durch deren Testamente zur Wolfenbütteler Sammlung hinzu, die zusammen rund 60.000 Schriften umfassten. Beispielhaft gelangten so folgende Gelehrtenbibliotheken nach Wolfenbüttel:
- 1737: Lorenz Hertel (1659–1737, 1705–1737 Bibliothekar in Wolfenbüttel) 3.881 Bde., 79 Hss.
- 1755: Jakob Burckhard (1681–1752, 1737–1752 Bibliothekar in Wolfenbüttel) 299 Bde.
- 1767: Gottfried Leonhard Baudis (1712–1764, Jurist und Historiker, Professor und Bibliothekar am Collegium Carolinum Braunschweig) ca. 10.000 Bde.
- 1838: Johann Heinrich Gödecke (Rektor in Northeim bei Göttingen) ca. 900 Bde.
- 1854: Friedrich August Ferdinand Breymann (1798–1853; Obergerichtspräsident in Wolfenbüttel) 4.750 Bde.
- 1857: Kloster Zur Ehre Gottes in Wolfenbüttel (ehemals in Salzdahlum) 858 Bde.
- 1872: Karl Theodor Gustav Beyer (Sanitätsrat in Wolfenbüttel) (unbekannten Anzahl von Bänden)
- 1875: Gottlob Günther August Heinrich Karl von Berlepsch (1786–1877, Sammler) ca. 5.000 Nummern, einschließlich Exlibris, Urkunden, Handzeichnungen, Buchdruckzeichen
- 1876: Heinrich Wilhelm Benjamin Weitenkampf (1759–1841, Oberappellationsgerichtspräsident) über Staatsminister Schulz in Braunschweig, ca. 400 Bde.
- 1877: Moritz Ehrenberg (1809–1884, Musiklehrer in Braunschweig) ca. 400–500 Bde.
- 1883: Gustav Anton Friedrich Langerfeldt (1802–1883, Staatsminister in Braunschweig) (unbekannte Anzahl von Bänden)

Am 7. Mai 1770 führte von Praun Gotthold Ephraim Lessing als Bibliothekar der herzoglichen Bibliothek ein, der diese bis 1781 leitete. Lessing selbst trug außer mit 250 Bänden, die er von seiner italienischen Reise 1775/1776 mitbrachte, kaum zur Vermehrung der Bestände bei.
Unter seinem Nachfolger Ernst Theodor Langer von 1781 bis 1820 brachte in den Jahren 1806/07 die französische Besatzung 355 kostbare Handschriften, Blockbücher und Inkunabeln aus dem Wolfenbütteler Bestand in die französische Nationalbibliothek nach Paris. Im Dezember 1815 wurden die geraubten Werke größtenteils wieder zurückgeführt.
Ebenfalls 1815 erhielt die Bibliothek u. a. große Teile der sogenannten Bibliotheca Julia aus der Universitätsbibliothek Helmstedt zurück, nachdem die Universität 1810 geschlossen worden war. Diese Büchersammlung von Herzog Julius war 1618 in die Universitätsbibliothek Helmstedt eingegliedert worden und umfasste zu dem Zeitpunkt ca. 5.000 Bände. Zusammen mit den Helmstedter Erwerbungen seit 1618 kamen damit ca. 25.000 Titel (ca. 8.000 Bände) nach Wolfenbüttel.
1830 wurde Karl Philipp Christian Schönemann an die Herzogliche Bibliothek in Wolfenbüttel berufen, deren Leiter er bis zu seiner Pensionierung 1854 war. Als Leiter der Bibliothek gelang es ihm, deren spärlichen Erwerbungsetat durch den Verkauf von Dubletten zu vergrößern. Auch veröffentlichte er 1849 eine Geschichte der Bibliothek (Merkwürdigkeiten der Herzoglichen Bibliothek zu Wolfenbüttel).
Ludwig Konrad Bethmann trat die Bibliothekarstelle im Oktober 1854 an und hatte sie bis zu seinem Tod 1867 inne. Er erwarb sich Verdienste um die Weiterentwicklung der Bibliothek, indem er 1856 das Pflichtexemplarrecht für Verlagsneugründungen im Herzogtum Braunschweig erreichte und 1861 eine Etaterhöhung für Bücherankäufe von 400 auf 800 Taler erwirkte. Für die Zugänge seit etwa 1700 führte er nach einer modernen Systematik eine neue Aufstellung ein, die heutige Mittlere Aufstellung. Weiterhin richtete er eine Fernleihe für Handschriften und Drucke ein. Während seiner Amtszeit war eine deutliche Steigerung der Ausleihzahlen zu verzeichnen.
Während der Amtszeit Otto von Heinemanns als Bibliotheksdirektor ab 1868 entstand schließlich zwischen 1881 und 1886 der 1887 eröffnete Neubau des Bibliotheksgebäudes. Von Heinemann reorganisierte die Verwaltung und modernisierte die Katalogisierung der Handschriften und alten Drucke.